# Gesetz über die kommunale Neugliederung des rheinisch-westfälischen Industriegebiets
Mit dem Gesetz über die kommunale Neugliederung des rheinisch-westfälischen Industriegebiets vom 29. Juli 1929 (PrGS. S. 91) wurden die preußischen Regierungsbezirke Düsseldorf, Münster und Arnsberg sowie der Siedlungsverband Ruhrkohlenbezirk (SVR) neu eingeteilt und zwischengemeindliche Arbeitsgemeinschaften gebildet. Folgen waren der Verlust der Eigenständigkeit von Städten oder die Erlangung der Kreisfreiheit sowie die Auflösung und Gründung von Landkreisen.

## Vergrößerung von Stadtkreisen
- Vergrößerung des Stadtkreises1 Bochum um acht Landgemeinden und Gebietsteile der Landgemeinde Winz (§§ 48, 49)
- Vergrößerung des Stadtkreises Dortmund um acht Landgemeinden und Gebietsteile der Landgemeinde Somborn (§§ 46, 47)
- Vergrößerung des Stadtkreises Düsseldorf um die Stadtgemeinde Kaiserswerth, um drei Landgemeinden und Gebietsteile von sechs Landgemeinden (§§ 30–32)
- Vergrößerung des Stadtkreises Essen um die Stadtgemeinden Steele und Werden sowie um zehn Landgemeinden und Gebietsteile von drei weiteren Gemeinden (§§ 27–29)
- Vergrößerung des Stadtkreises Hagen um die Stadtgemeinde Haspe und sechs Landgemeinden (§§ 54, 55)
- Vergrößerung des Stadtkreises Iserlohn um Gebietsteile von zwei Landgemeinden (§§ 56, 57)
- Vergrößerung des Stadtkreises Mülheim (Ruhr) um Gebietsteile von drei Landgemeinden (§§ 25, 26)
- Vergrößerung des Stadtkreises Neuß um Gebietsteile von sieben Landgemeinden (§§ 10–12)
- Vergrößerung des Stadtkreises Remscheid um die Stadtgemeinden Lennep und Lüttringhausen (§§ 36, 37)
- Vergrößerung des Stadtkreises Solingen um die Stadtgemeinden Gräfrath, Höhscheid, Ohligs und Wald (§ 33)[1]
- Vergrößerung des Stadtkreises Witten um drei Landgemeinden und Gebietsteile von zwei Landgemeinden (§§ 51–53)

Fußnote
1Die Stadtkreise sind ebenfalls Stadtgemeinden.

## Bildung neuer Stadtkreise
- Bildung des neuen Stadtkreises1 Barmen-Elberfeld aus den Stadtkreisen Barmen und Elberfeld, den Stadtgemeinden Cronenberg, Ronsdorf und Vohwinkel sowie aus Gebietsteilen von sieben weiteren Gemeinden (§§ 34, 35)[2]
- Bildung des neuen Stadtkreises Duisburg-Hamborn aus den Stadtkreisen Duisburg und Hamborn sowie zwei Landgemeinden und Gebietsteilen von drei weiteren Landgemeinden (§§ 22, 23)
- Bildung des neuen Stadtkreises Gladbach-Rheydt aus den Stadtkreisen Gladbach und Rheydt, der Stadtgemeinde Odenkirchen sowie aus drei Landgemeinden (§§ 2, 3)
- Bildung des neuen Stadtkreises Krefeld-Uerdingen a. Rh. aus dem Stadtkreis Krefeld (bei gleichzeitiger Eingliederung von drei Landgemeinden und von Gebietsteilen von acht weiteren Landgemeinden) und der Stadtgemeinde Uerdingen (bei gleichzeitiger Eingliederung eines Teils der Landgemeinde Kaldenhausen) (§§ 4–9) mit besonderen Befugnissen für die bisherigen Stadtgemeinden Krefeld und Uerdingen (einzigartiges kommunalpolitisches Konstrukt mit dem Stadtkreis als Dachverband und teilweise selbständig agierenden Stadtgebieten Krefeld und Uerdingen, siehe § 7)
- Bildung des neuen Stadtkreises Oberhausen aus den Stadtkreisen Oberhausen, Osterfeld und Sterkrade (§ 24)

Fußnote
1Die Stadtkreise sind ebenfalls Stadtgemeinden.

## Erlangung der Kreisfreiheit
- Kreisfreiheit der bisher im Landkreis Gladbach gelegenen Stadtgemeinde Viersen (§ 16)

## Auflösung von Landkreisen
- Regierungsbezirk Arnsberg: Landkreise Hagen, Bochum, Hörde, Hattingen und Schwelm (§ 45)
- Regierungsbezirk Düsseldorf: Landkreise Düsseldorf, Essen, Mettmann, Solingen, Lennep, Krefeld, Kempen, Gladbach, Grevenbroich und Neuss (§§ 1, 21)

## Gründung von Landkreisen
- Regierungsbezirk Arnsberg: Ennepe-Ruhrkreis (§ 60)
- Regierungsbezirk Düsseldorf: Kreise Düsseldorf-Mettmann, Solingen-Lennep, Kempen-Krefeld und Grevenbroich-Neuß (§§ 17–18, 38–39)

## Geschichtlicher Ablauf
Das Gesetz kam unter maßgeblicher Beteiligung des Düsseldorfer Regierungspräsidenten Karl Bergemann zustande.
Vorangegangen war 1927 eine Gesetzesänderung des preußischen Landtags, die „aus Gründen des öffentlichen Wohles“ eine Veränderung von Grenzen für Städte und Landkreise zuließ.
Der preußische Landtag billigte das Neugliederungsgesetz am 8. Juli 1929. Widerstand kam vor allem von der DNVP und der DVP.
Nach der Verabschiedung wurde der preußische Staatsgerichtshof gegen das Neugliederungsgesetz angerufen, der es am 23. Juli 1929 für rechtmäßig erklärte.

## Aufgehobene Regelungen
- Am 1. August 1933 wurde der Stadtkreis Gladbach-Rheydt aufgelöst und auf die beiden Stadtkreise M. Gladbach und Rheydt aufgeteilt (Gesetz über die Aufteilung der Stadtgemeinde Gladbach-Rheydt).[6] Dies geschah auf Betreiben des aus Rheydt stammenden Reichspropagandaministers Joseph Goebbels,[7] der anschließend Ehrenbürger von Rheydt wurde[8].

In mehreren Fällen wurde gesetzlich festgelegte Doppelnamen nachträglich geändert:
- Am 25. Januar 1930 wurde der Stadtkreis Barmen-Elberfeld in Wuppertal umbenannt.
- Am 1. April 1935 wurde der Stadtkreis Duisburg-Hamborn in Duisburg umbenannt.
- Am 25. April 1940 wurde der Stadtkreis Krefeld-Uerdingen a. Rh. in Krefeld umbenannt. Hiermit einher ging der Verlust der Sonderregelungen für die Stadtbereiche Krefeld und Uerdingen. Kommunalrechtlich wurde dieser Stadtkreis an die anderen Stadtkreise in Preußen angepasst.